# سانتوک
سانتوک (به لهستانی:  Santok) یک روستا در لهستان است که در گمینا سانتوک واقع شده‌است. سانتوک ۱۶۸٫۳ کیلومتر مربع مساحت و ۷۸۰ نفر جمعیت دارد.